# Isekai Cheat Magician
Isekai Cheat Magician (異世界チート魔術師 Isekai Chīto Majutsushi?) es una serie de novelas ligeras japonesas escritas por Takeru Uchida e ilustradas por Nardack. La serie comenzó como novela web en el sitio web Shōsetsuka ni Narō en 2012, en donde aún se encuentra en publicación. Las novelas fueron publicadas de forma impresa por Shufunotomo a partir de 2013. Una adaptación a manga escrita por Karin Suzuragi comenzó su serialización en Shōnen Ace de Kadokawa Shoten en diciembre de 2016, con dieciocho volúmenes tankōbon publicados hasta el momento. Una adaptación a serie de anime producida por Encourage Films se estrenó el 10 de julio de 2019,

## Sinopsis
Taichi Nishimura y Rin Azuma son dos estudiantes de secundaria que también son amigos de la infancia. De camino a la escuela, aparece un círculo mágico debajo de sus pies y son transportados misteriosamente a otro mundo. 
Mientras intentan comprender su situación actual, son atacados por un monstruo. Afortunadamente, un grupo de aventureros viene en su ayuda y los rescata. Después de llegar a un pueblo cercano, deciden inscribirse como aventureros. Sin embargo, mientras se inscriben, descubren que poseen una destreza física y mágica increíblemente poderosa. Por lo tanto, su aventura comienza como los 'cheat magicians' más poderosos. 

## Personajes

### Personajes principales
Taichi Nishimura (西村太一 Nishimura Taichi?)
 Seiyū: Kōhei Amasaki
Un estudiante de secundaria de 15 años y fanático de los juegos de rol bendecido con buenos reflejos pero carente de ambición. Es capaz de mantener una cabeza clara en una situación de crisis, y es muy optimista y amable, incluso hasta el punto de autosacrificio. Cuando es desplazado a Altia, obtiene enormes habilidades mágicas (su nivel de capacidad mágica se mide en 120.000, su nivel de poder mágico en 40.000), clasificándolo como un mago único natural (y muy raro) que puede aprovechar directamente las fuerzas mágicas elementales (a diferencia de un mago normal, que tiene que cantar un hechizo para hacer uso de ellos). Su magia especial es ser un Invocador que puede invocar directamente a los espíritus elementales - en su caso, Aérial - y sus poderes. Debido a su nivel de poder que le da una ventaja tan clara sobre la mayoría de los oponentes, se considera un mago "tramposo"; de ahí el nombre de la serie.
Rin Azuma (吾妻 凛 Azuma Rin?)
 Seiyū: Rie Takahashi
Es la compañera de escuela y amiga de la infancia de Taichi, y que ha estado enamoramiento de él por mucho tiempo. Es una chica muy inteligente y tiene el pelo negro (castaño en el manga y el anime) que mantiene atado con una cola de caballo. Después de ser desplazada a Altia, también obtiene poderes mágicos de alto rango y se convierte en una Maga (capacidad 37.000, potencia 5.000) con la capacidad de utilizar todas las cuatro fuerzas elementales básicas tierra, fuego, viento y agua.
Myura (ミューラ Myūra?)
 Seiyū: Minami Tanaka
Elfo y ex aprendiz de Lemia y es maga (capacidad 30.500, potencia 3.800) capaz de utilizar los elementos mágicos Fuego y Tierra. Es conocida bajo el título "Espadachín Dorada" por su habilidad con la hoja. Impresionadas con las habilidades de Rin, las dos chicas se convierten en amigas rápido.
Lemiya (レミーア Remīa?)
 Seiyū: Sayaka Ohara
Una maestra Mago (capacidad 43.000, potencia 6.000) capaz de usar fuego, agua y viento. Es conocida por el título "Mago de las hojas caídas" (落葉ン魔術師; Rakuyō no majutsu-shi). Ella se convierte en la mentora de Taichi y Rin después de descubrir sus extraordinarios poderes mágicos.
Aerial (エアリィ Earyi?) / Sylphid (ンンフィン Shirufido?)
 Seiyū: Yurika Kubo
La Reina de los espíritus de viento que se une a Taichi. Originalmente se presenta como un simple espíritu de viento llamado Aerial, pero a medida que aumenta el poder de Taichi, finalmente evoluciona hacia su verdadera identidad (Sylphid).

### Reino de Eristein
Gilmar (ジマール Jimāru?)
 Seiyū: Hiroshi Yanaka
El rey de Eristein, y un viejo conocido de Lemia. Debido a sus planes de compartir los talentos mágicos de Eristein con los otros reinos vecinos, ha sido desafiado por los partidarios de la facción Conservadora, como su hermano el duque Dortesheim, que desean preservar la superioridad de su país en la destreza mágica. Con el fin de sofocar la guerra civil que se avecina, ordenó la invocación de un ser de otro mundo que ejerciera un mayor poder que cualquier otro mago en Altia - que resulta ser Taichi.
Charlotte (シャルロット Sharurotto?)
 Seiyū: Rie Suegara
La hija del rey Gilmar y la princesa real de Eristein. Una mago capaz de manipular el tiempo y el espacio, fue ella quien convocó a Taichi y por accidente, a Rin a su mundo por orden de su padre.
Arcena Norman (アルセナ ノーマン Arusena Nōman?)
 Seiyū: Saori Ōnishi
La hija del marqués Norman y persona de confianza del rey Gilmar y la princesa Charlotte.
Sumella (スミェーラ Sumyēra?)
 Seiyū: Marina Inoue
La Gran Comandante de las fuerzas del rey Gilmar. Después de una pelea de práctica con Taichi, ella le propone matrimonio audazmente.
Bella Lafuma (ベラ・ラフマ Bera Rafuma?)
 Seiyū: Yurika Aizawa
La maga de la corte del rey Gilmar.
Balda (バラダー Baruda?), Raquelta (ラケルタ Rakeruta?), and Mejila (メヒリャ Mechira?)
Un trío de aventureros profesionales de alto rango que salvan a Taichi y Rin cuando llegan a Altia y se convierten en sus primeros amigos.
Gerard Bogard (ジェラード・ボガード Jerādo Bogādo?)
 Seiyū: Ayaka Nanase
Un enano y el maestro del Gremio de Aventureros de azpire.
Marie (マリエ Marie?)
 Seiyū: Yuna Kamakura
Recepcionista del Gremio de Aventureros de azpire.
Almeda (アルメダ Arumeda?)
 Seiyū: Chikago Sugimura
La hija de una joven posadero de Azpire que se hace amiga de Taichi y Rin cuando se alojan en la posada de sus padres después de convertirse en aventureros oficiales
Anastasia (アナスタシア Anasutashia?)
 Seiyū: Ayumi Mano
Una asesina que atacó a Taichi y Rin mientras investigaban un caso para el Gremio de Aventureros en la ciudad de Azpire. Capturada por ellos, y salvada por Taichi, renuncia a su profesión y se convierte en miembro del gremio, y se enamora de Taichi por su compasión. Poco después muere en una batalla contra una horda de monstruos atacando a Azpire, ayudando así a Taichi a descubrir su verdadero potencial y fortalecer su determinación de mantener a salvo a sus amigos y seres queridos.
Miro (ミロ Miro?) and Mero (メロ Mero?)
 Seiyū: Hina Kino
Dos jóvenes magas gemelas especializadas en el elemento Tierra.

### Antagonistas
Lodra (ロドラ Rodora?)
 Seiyū: Daisuke Hirakawa
El antagonista principal de Taichi y Rin en la serie. Oficialmente es el cardenal de Eristein.
Shade (シェード Shēdo?)
 Seiyū: Hitomi Nabatame
La Reina de los espíritus de las tinieblas que planeo el desplazamiento de Taichi a Altia con el fin de usar su poder para tomar el control del destino de su mundo.
Cassim (カシム Kashimu?)
 Seiyū: Hiro Shimono
Un mago malvado y sirviente de Lodra que conoce por primera vez a Taichi y Rin haciéndose pasar por un agricultor mientras realmente obstaculiza los esfuerzos de los verdaderos en la venta de sus productos. Se especializa en invocar y controlar espíritus elementales, y es un mago que utiliza la sangre de los seres vivos para imbuir a otras criaturas con poder del Pacto Carmesí . Después de que Taichi lo priva de su brazo durante su primera pelea, comienza a buscar venganza contra él.
Grammy (グラミ Gurami?)
 Seiyū: Yōko Hikasa
Una maga y socia de Cassim que está obsesionada con el combate. Ella tiene un sentido de honor deformado, despreciando métodos como el asesinato en lugar de enfrentarse cara a cara a sus oponentes. Se especializa en magia del viento.
Dortesheim (ドルトエスハイム Dorutoesuhaimu?)
 Seiyū: Jiro Saito
El hermano menor del rey Gilmar. Disgustado con la política abierta de su hermano, ha instigado una rebelión para apoderarse del trono de Eristein, sin saber que está siendo utilizado como títere por Lodra y sus seguidores.
Inimicus (イニミクス Inimikusu?)
 Seiyū: Satoshi Hino
El asesor corrupto del duque Dortesheim que está secretamente aliado con Lady Shade.

## Contenido de la obra

### Novelas ligeras
| N.º | Fecha de lanzamiento     | ISBN                   |
| --- | ------------------------ | ---------------------- |
| 1   | 28 de junio de 2013      | ISBN 978-4-07-290972-0 |
| 2   | 26 de diciembre de 2013  | ISBN 978-4-07-294220-8 |
| 3   | 29 de abril de 2014      | ISBN 978-4-07-299163-3 |
| 4   | 30 de septiembre de 2015 | ISBN 978-4-07-403070-5 |
| 5   | 30 de mayo de 2016       | ISBN 978-4-07-417668-7 |
| 6   | 30 de junio de 2017      | ISBN 978-4-07-426236-6 |
| 7   | 28 de diciembre de 2017  | ISBN 978-4-07-429080-2 |
| 8   | 31 de mayo de 2018       | ISBN 978-4-07-432610-5 |
| 9   | 30 de marzo de 2019      | ISBN 978-4-07-437079-5 |
| 10  | 28 de junio de 2019      | ISBN 978-4-07-439575-0 |
| 11  | 28 de septiembre de 2019 | ISBN 978-4-07440561-9  |
| 12  | 30 de marzo de 2020      | ISBN 978-4-07-442838-0 |
| 13  | 30 de septiembre de 2020 | ISBN 978-4-07-446026-7 |
| 14  | 27 de febrero de 2021    | ISBN 978-4-07-447942-9 |
| 15  | 29 de octubre de 2021    | ISBN 978-4-07-449711-9 |
| 16  | 31 de enero de 2024      | ISBN 978-4-07-456705-8 |
| 17  | 30 de septiembre de 2024 | ISBN 978-4-07-460836-2 |

### Manga
| N.º | Fecha de lanzamiento     | ISBN                   |
| --- | ------------------------ | ---------------------- |
| 1   | 26 de junio de 2017      | ISBN 978-4-04-105917-3 |
| 2   | 26 de octubre de 2017    | ISBN 978-4-04-106309-5 |
| 3   | 26 de abril de 2018      | ISBN 978-4-04-106310-1 |
| 4   | 25 de septiembre de 2018 | ISBN 978-4-04-107474-9 |
| 5   | 26 de marzo de 2019      | ISBN 978-4-04-107477-0 |
| 6   | 25 de junio de 2019      | ISBN 978-4-04-108356-7 |
| 7   | 26 de octubre de 2019    | ISBN 978-4-04-108357-4 |
| 8   | 25 de abril de 2020      | ISBN 978-4-04-109338-2 |
| 9   | 26 de septiembre de 2020 | ISBN 978-4-04-109340-5 |
| 10  | 26 de febrero de 2021    | ISBN 978-4-04-109341-2 |
| 11  | 26 de julio de 2021      | ISBN 978-4-04-111584-8 |
| 12  | 25 de febrero de 2022    | ISBN 978-4-04-111586-2 |
| 13  | 26 de julio de 2022      | ISBN 978-4-04-112723-0 |
| 14  | 26 de enero de 2023      | ISBN 978-4-04-113364-4 |
| 15  | 26 de junio de 2023      | ISBN 978-4-04-113825-0 |
| 16  | 26 de diciembre de 2023  | ISBN 978-4-04-114437-4 |
| 17  | 25 de junio de 2024      | ISBN 978-4-04-115051-1 |
| 18  | 26 de diciembre de 2024  | ISBN 978-4-04-115712-1 |
| 19  | 26 de agosto de 2025     | ISBN 978-4-04-116543-0 |

### Anime
El 16 de abril de 2018 se anunció una adaptación a anime. La serie de televisió es animada por Encourage Films y dirigida por Daisuke Tsukushi, con Takayo Ikami manejando la composición de la serie y Shuji Maruyama diseñando los personajes. Yoshiaki Fujisawa compone la música de la serie. La serie se estrenó el 10 de julio de 2019 en AT-X, Tokyo MX, KBS, SUN, TVA y BS11. Myth & Roid interpreta el tema de apertura de la serie "Panta Rhei", mientras que Rie Takahashi interpretó el tema de cierre de la serie "Chīsana Omoi" (小さな想い?). La serie cuenta con 12 episodios.
En el 2021 se estrenó un ova marcado como el episodio 13 del anime  

#### Lista de episodios
| N.º | Título                                                                              | Estreno                  |
| --- | ----------------------------------------------------------------------------------- | ------------------------ |
| 1 | «Extraviados desde otro mundo» «Isekai kara no "mayoijin"» (異世界からの「迷い人」) | 10 de julio de 2019      |
| En la Tierra, dos estudiantes japoneses llamados Taichi y Rin son repentinamente transportados a otro mundo. Son escoltados a la ciudad de Azpire, donde intentan registrarse en el Gremio de Aventureros. El maestro del gremio envía a Taichi y Rin con Lemia y el Elfo Myura. Lemia declara que deben convertirse en sus aprendices. |                                                                                     |                          |
| 2 | «Entrenamiento mágico» «Majutsu Shugyō» (魔術修行)                                  | 17 de julio de 2019      |
| Lemia revela que Rin y especialmente Taichi poseen enormes poderes mágicos. Bajo la tutela de Lemia y Myura, los dos se gradúan en un tiempo sorprendentemente corto y luego son enviados de vuelta a Azpire para convertirse en aventureros. Mientras tanto, Taichi sigue escuchando una voz fugaz que habla con él de vez en cuando. |                                                                                     |                          |
| 3 | «Aventureros principiantes» «Kakedashi Bōkensha» (駆け出し冒険者)                   | 24 de julio de 2019      |
| Taichi y Rin son atacados por un trío de asesinas cuando se les asigna investigar en un bar. Derrotando a uno llevan a su cautivo al gremio, donde se le hace una oferta por su libertad. Al día siguiente, Myura los lleva al campo para comprobar un retraso en las entregas de frutas relacionadas con la escasez económica. Terminan luchando contra varios monstruos, pero rápidamente comienzan a sospechar que Cassim, el dueño del campo que conocieron, está aliado con los ladrones reales. |                                                                                     |                          |
| 4 | «Pacto Carmesí» «Shinku no Keiyako» (真紅の契約)                                    | 31 de julio de 2019      |
| Acorralado, Cassim admite que el orquestó los ataques, entonces él y su compañera Grammy los atacan. Un espíritu de viento llamado Aerial, se ofrece a prestarle a Taichi su poder, que él acepta. |                                                                                     |                          |
| 5 | «Huele a maquinaciones» «Sakudō no Nioi» (策動の匂い)                               | 7 de agosto de 2019      |
| Taichi se encuentra de vuelta en la cabaña de Lemia, donde Rin y Myura lo llevaron después de desmayarse. Después de enterarse de su batalla con el Red Element, Lemia identifica la especialidad de Taichi como un Invocador que puede vincularse con espíritus elementales y emplear directamente sus poderes. Volviendo a Azpire para reunirse con Rin y Myura, Taichi se encuentra con Anastasia, el asesino que él y Rin capturaron. Haciendo equipo, se infiltran en una mansión en la ciudad, sólo para descubrir un plan para desatar un ejército de monstruos mejorados por el Pacto Carmesí en Azpire. Mientras tanto, Rin y Myura son atraídas a una trampa por Cassim, Grammy y otro hombre misterioso que se presenta como el cerebro de la invasión y los desafía a proteger la ciudad.                                                       |                                                                                     |                          |
| 6 | «La defensa de Azpire» «Asupaia Bōei-sen» (アズパイア防衛戦)                        | 14 de agosto de 2019     |
| Taichi y Anastasia luchan en el sótano de la mansión, donde las magas gemelas Miro y Mero despiertan a los duendes mejorados por el pacto carmesí que han estado criando en ellas. Sin embargo, rápidamente pierden el control que tienen sobre ellos, lo que llevó a Taichi a rescatarlas. Al amanecer, los aventureros de Azpire se encuentran con los monstruos invasores. Al regresar de la exploración de la mansión, Taichi deja atrás a Anastasia para unirse a los combates. |                                                                                     |                          |
| 7 | «Invocador» «Shōkanjutsushi» (召喚術師)                                             | 21 de agosto de 2019     |
| Anastasia es puesta bajo un encanto hipnótico y se extravía en los campos de batalla. Para sorpresa de todos, a la lucha se une un dragón de dos cabezas que se levanta del subsuelo. Mientras Taichi se prepara para atacar al monstruo, Anastasia aparece a su lado y es mortalmente herida por el ataque de aliento del dragón. Mientras ella muere en sus brazos, Taichi pide a Aerial más poder, un deseo que sella formalmente el pacto entre él como Invocador y Aerial como su espíritu y también mejora la determinación de Taichi de salvar a todos los que le importan. El dragón se retira, pero no sin proporcionarle una advertencia, de que una persona desea (y utilizará) el poder de Taichi para controlar el destino de este mundo. |                                                                                     |                          |
| 8 | «Wennifix, la capital» «Ōto Uenēfikusu» (王都ウェネーフィクス)                      | 28 de agosto de 2019     |
| Después de la batalla, Taichi, Rin, Lemia y Myura reciben una invitación a Wennifix, la capital, para ayudar al rey Gilmar a sofocar la rebelión instigada por su hermano menor, el duque Dortesheim. Al encontrarse con el rey, Lemia sospecha de que es responsable de haber invocado a Taichi y Rin a este mundo, lo que Gilmar confirma. Esa noche, la princesa Charlotte les confiesa a Taichi y Rin, que ella realizó la invocación por orden de su padre y que se arrepiente de no poder devolverlos de vuelta a su mundo. El hombre misterioso de Azpire se revela como Lodra, el cardenal mayor del rey. |                                                                                     |                          |
| 9 | «Empieza la guerra» «Ikusa no Hajimari» (戦のはじまり)                              | 4 de septiembre de 2019  |
| Al enterarse de la llegada de Taichi y Rin, el duque Dortesheim decide acelerar su plan para tomar el trono. Al día siguiente, el marqués Nilgan, uno de los aliados de Dortesheim, lidera el primer ataque con una fuerza sorprendentemente pequeña; pero su plan se revela cuando emplean poderosos anillos mágicos para bombardear a las fuerzas reales con ataques de largo alcance. Combinando sus poderes, Taichi, Rin, Aerial y los magos de la corte dejan paralizados a los atacantes con un rayo, salvando sus vidas; Nilgan es asesinado por Inimicus, asesor de Dortesheim, por su fracaso. |                                                                                     |                          |
| 10 | «Una conclusión» «Hitotsu no Kecchaku» (ひとつの決着)                               | 11 de septiembre de 2019 |
| Mientras busca una cura estomacal después de comer en exceso en la fiesta por la victoria, Taichi es recibido por Cassim, quien lo reta a un duelo. Cassim utiliza un objeto mágico que le dio Lodra para bloquear la mayor parte de los poderes de Taichi. Taichi derrota a su oponente, pero para el shock de todos un espíritu oscuro emerge del objeto para matar a Taichi. Trabajando juntos, Taichi, Cassim y Grammy destruyen el objeto, restaurando el poder de Taichi y permitiéndole desterrar al espíritu. Taichi se enfrenta a Cassim y Grammy, que se han ganado un rencor por él, pero este enfrentamiento fue de acuerdo con el plan de Lodra y su misteriosa amante, Lady Shade. Dortesheim declara una guerra abierta, y se hacen preparativos apresurados para encontrarse con el enemigo.                                                |                                                                                     |                          |
| 11 | «La batalla de Merwalt» «Māuoruto no Kaisen» (マーウォルトの会戦)                   | 18 de septiembre de 2019 |
| Comienza la guerra por la corona y los dos ejércitos chocan en el campo de batalla. Mientras Rin, Lemia y Myura luchan junto a los soldados del rey, Taichi y Aerial se infiltran en el campamento base de Dortesheim para tratar de convencerlo de poner fin pacíficamente a la rebelión. Pero Inimicus, impregnado de magia oscura y lleno de devoción a Lady Shade, desata un hechizo que convierte a los soldados de ambos lados en berserkers zombis que amenazan con masacrar a todos a su paso. |                                                                                     |                          |
| 12 | «El mago tramposo de otro mundo» «Isekai Chīto Majutsushi» (異世界チート魔術師)     | 25 de septiembre de 2019 |
| Los dos ejércitos unen sus fuerzas para enfrentarse a los berserkers. Listo para hacer lo que sea necesario para salvar a sus amigos, Taichi llama todo el poder de Aerial. Reconociendo la voluntad de Taichi de sacrificarse, Aerial renuncia a su forma actual, evolucionando a la Reina de los Espíritus del Viento, Sylphid, y permitiendo a Taichi romper el hechizo. Luego combate a Inimicus, que se transforma en un demonio por el poder oscuro en él, y lo destruye; pero antes de eso, Inimicus le informa de las intenciones de Lady Shade de usar sus poderes para cambiar este mundo. Con la guerra civil terminada, Dortesheim es ejecutado por traición, mientras que el grupo de Taichi es recompensado por su servicio y regresa a Azpire como héroes. Taichi fortalece su determinación de usar sus poderes para proteger a sus amigos. |                                                                                     |                          |